# آلدریج
آلدریج (به انگلیسی: Aldridge) یک شهرک در بریتانیا است که در کلان‌شهر مستقل والسال واقع شده‌است. آلدریج ۳۹٬۳۴۸ نفر جمعیت دارد.